# اچ‌ام‌اس رینبو (ان۱۶)
اچ‌ام‌اس رینبو (ان۱۶) (به انگلیسی: HMS Rainbow (N16)) یک زیردریایی بود که طول آن ۲۸۷ فوت (۸۷ متر) بود. این زیردریایی در سال ۱۹۳۰ ساخته شد.